# Tithraustes (persoon)
Tithraustes was een Perzisch militair en politicus. Hij werd geboren in de vijfde eeuw v.Chr. 
Hij werd door Artaxerxes II na de opstand van de satraap Tissaphernes naar Klein-Azië gezonden om hem uit de weg te ruimen, wat hem in 395 v.Chr. gelukte, waarna hij hem voor korte tijd als satraap opvolgde. Tithraustes wist daarbij de Spartaanse koning Agesilaüs II te overreden zijn campagne in de satrapie van Pharnabazus voort te zetten; hij probeerde door omkoping onder de andere Griekese stadstaten tegen de hegemonie van Sparta een bondgenootschap te vormen. Dit is wellicht dezelfde Tithraustes die samen met Pharnabazus in 385 v.Chr. een mislukte expeditie naar Egypte ondernam; nog later wordt een Tithraustes genoemd als chiliarch. Een chiliarch is de Griekse benaming voor opperbevelhebber van de cavalerie.

## Verder lezen
- E. Elder, art. Tithraustes, in W. Smith (ed.), A dictionary of Greek and Roman biography and mythology, III, Londen, 1870, p. 1156. (artikel geschreven vóór de vondst van de Hellenica Oxyrhynchia)